# 보화각 VR
보화각 VR은 한국 최초의 사립미술관 '[간송미술관]’이 소장한 소장품들을 [가상현실]로 만나볼 수 있는 VR영상이다.

## 기획 의도
‘보화각(葆華閣)’은 빛나는 보물을 모아둔 집이라는 뜻을 가지고 있다. 1938년 간송 전형필 선생이 설립한 보화각은 간송미술관의 옛 이름이다. 가상 현실이라는 새로운 장르의 VR 미디어를 활용한 간송미술관의 첫번째 작품이다. 간송미술관은 상시관람이 불가한 곳으로 개방 기간에만 예약으로만 관람 가능한 전시관이다. 시기와 관계없이 전시품들을 관람 가능하도록 기획한 영상이다.

관객은 과거와 현재를 잇는 보화각이라는 실재하지만 가볼 수 없는 가상의 공간을 통해 시간과 공간을 뛰어넘어 그림 속으로 여행을 떠나는 색다른 경험을 통해 체험을 하도록 기획되었다.

달이라는 존재를 이번 작업의 주요 모티브로 활용하였다. 존재 자체만으로도 묘한 느낌을 주는 달이라는 매개체를 작품 곳곳에 배치하여 일종의 포탈 같은 역할을 하게 만들었다. 예부터 우리 동양에서는 달은 안정을 주고 지켜주는 존재이자 이상향으로 여겼다. 달을 통해서 작품들이 지닌 의미와 역사적 시간을 관통시켰다. 이번 작업은 이상향을 향한 여행을 초현실적인 시점으로 표현한 작품이다.

## 보화각 VR에 등장하는 작품 목록
보화각 VR에 등장하는 간송미술관 수장작은 총 12점이다.
- 청자 상감운학문 매병 (국보)
- 백자 청화철채동채초충문 병
- 청자 모자원숭이모양 연적
- 김홍도 염불서승
- 겸재정선 시중대
- 겸재정선 해산정
- 신윤복 미인도
- 겸재정선 천불암
- 겸재정선 청간정
- 김홍도 옥순봉
- 겸재정선 '해악전신첩 중' 금강내산
- 훈민정음 해례본

## 영상 보기
간송 보화각 VR :이상향을 향한 여정 - 유튜브

## 상영
| 전시명 | 간송과 백남준의 만남-문화로 세상을 바꾸다 |
| 주최   | 간송과 백남준의 만남-문화로 세상을 바꾸다 |
| 주관   | 간송 C&D, 백남준아트센터 |
| 개요   | 간송미술문화재단에서는 [간송과 백남준의 만남 - 문화로 세상을 바꾸다] 전시를 위해 조선 중기화단의 대가 연담 김명국과 조선 남종화의 대가 현재 심사정의 대표작들과 함께 기이하고 독특한 품행으로 잘 알려진 조선 후기의 호생관 최북의 산수화 및 인물화 그리고 조선 말의 대표적 화원화가 오원 장승업의 작품 들을 출품한다. 간송콜랙션의 작품들과 함께 백남준아트센터에서도 약 서른 점의 작품이 출품된다. |

| 전시명 | 부산 국제영화제 -BIFF |
| 포스터 | |
| 기간   | 2017년 10월 12일(목) ~ 21일(토) |
| 개요   | 부산국제영화제를 찾은 문재인 대통령은 오전 영화 관람에 이어 오후에 부산 해운대구 영화의전당에서 가상현실 기기를 착용하고 VR'보화각'도 관람했다. 보화각은 간송미술관의 옛 이름인데, 과거와 현재를 잇는 보화각을 가상공간으로 체험하게 된다. |

## 기사
- 해럴드 경제, '보화각 VR영상' 전시회...성황리에 진행 중
- 더 팩트, [한류 인사이드⑦-구범석] 기술과 예술, 그리고 미래를 품다
- 게임통 보관됨 2023-01-05 - 웨이백 머신, 보화각 VR 영상 전시 ‘화제’